# Samorost 3
Samorost 3 là một trò chơi phiêu lưu thể loại point-and-click và được Amanita Design phát triển. Đây là tựa game thứ ba trong series Samorost và là phần tiếp nối của Samorost 2. Đây là trò chơi đầu tiên có đầy đủ trong series với đồ họa HD. Câu chuyện xảy ra xuyên suốt năm hành tinh và bốn mặt trăng. Ban đầu trò chơi được dự định phát hành vào năm 2015.
Samorost 3 đã bán được hơn 300,000 bản tính đến tháng 2 năm 2017.

## Quá trình phát triển
Quá trình phát triển được bắt đầu vào năm 2010. Samorost 3 được phát triển bởi một nhóm gồm sáu người. Những người phát triển đã vẽ dựa trên nguồn cảm hứng nghệ thuật từ phim hoạt hình của những đạo diễn người Cộng hòa Séc như Karel Zeman, Jan Švankmajer, Jiří Barta hoặc Břetislav Pojar. Một nguồn cảm hứng khác là từ những bộ phim bởi nhà sản xuất hoạt hình người Nga Yuriy Norshteyn. Trò chơi bao gồm 45 màn ảnh được thay đổi nhiều lần trong quá trình phát triển. Một phần quan trọng khác của quá trình phát triển là những âm thanh. Chúng được tạo ra bởi Bára Kratochvílová và Miloš Dvořáček bằng cách tạo ra những âm thanh kì quái vào micro. Các âm thanh khác được tạo ra bởi Tomáš Dvořák bằng cách sử dụng đồng thời nhiều dụng cụ, ví dụ như tiếng kẹo mút được tạo ra từ đàn dương cầm. Dvořák đồng thời cũng soạn nhạc cho trò chơi.
Samorost 3 được phát hành vào ngày 24-03-2016 dành cho Steam, và ngày 3-12-2016 dành cho Android.

## Lối chơi
Samorost 3 có cách chơi tương tự như các trò chơi trước của Amanita Design. Trò chơi không bao gồm các đoạn đối thoại, chỉ có một hệ thống các hình ảnh hoạt hình thông qua những bong bóng và các âm thanh vô nghĩa. Người chơi điều khiển Gnome (Thần lùn) trên cuộc phiêu lưu của mình qua một vũ trụ đầy các hành tinh, được trang bị với một túi đồ và một cây sáo. Gnome khám phá môi trường xung quanh, giải các câu đố và thu thập các dụng cụ cần thiết để vượt qua những câu đố gặp phải trong quá trình chơi. Nó cũng có thể giao tiếp với các sinh vật mà nó gặp trong hành trình của mình. Những nhân vật này bao gồm những hồn ma cần sự giúp đỡ của Gnome. Người chơi cũng có thể sử dụng cây sáo khi cần thiết để giải một vài câu đố.
Samorost 3 có một phần hướng dẫn có thể được sử dụng bất cứ lúc nào bằng cách chơi một trò chơi nhỏ khi người chơi gặp khó khăn. Phần hướng dẫn không được viết hay nói, thay vào đó là một chuỗi các hình phác họa thể hiện câu đố và cách giải.

## Cốt truyện
Samorost 3 bắt đầu khi một cây sáo thần rơi xuống gần căn nhà của Gnome. Gnome quyết định tìm hiểu xem nó đến từ đâu và sắp đặt một hành trình đi qua Vũ trụ. Nó nói với một ông kĩ sư và nhờ ông chế tạo tên lửa hình cây nấm bằng cách tái sử dụng các bộ phận rải rác trên hình tinh của nó. Gnome bay từ hành tinh này sang hình tinh khác và gặp gỡ các sinh vật mà Gnome giúp đỡ bằng cách sử dụng cây sáo.
Gnome sau đó đã tìm ra hai cuốn sách nói rằng cây sáo thuộc về bốn thầy tu. Trước đó không lâu, các thầy tu có một cuộc sống yên bình, cho đến khi một con bạch tuộc vũ trụ khổng lồ màu cam đến từ một hố đen và bắt đầu ăn hành tinh của họ. Các thầy tu nhìn thấy con bạch tuộc đang tiến đến và họ tham khảo ý kiến của một kĩ sư (Cũng là người đến từ hành tinh của Gnome) về việc chế tạo một con tàu vũ trụ được điều khiển bởi những cây sáo ở trên lưng, và một kị sĩ máy được cung cấp năng lượng bởi một nhãn cầu màu đen để chiến đấu với con bạch tuộc và cứu vũ trụ. Kị sĩ sau đó đã chặt tay chân và giết con bạch tuộc, sau đó kị sĩ đã đi ngủ ở trên một mặt trăng, còn nhãn cầu thì được nhốt lại và được bảo vệ bởi một thầy tu giám hộ.
Trong quyển sách thứ hai, một trong bốn thầy tu đã sử dụng cây sáo của mình để tạo ra những vong hồn xấu, và ba thầy tu còn lại xua đuổi ông ta vì làm như vậy. Ông ta đã bí mật lấy cắp con tàu vũ trụ và biến nó thành một con rồng máy ba đầu thở ra lửa. Trong khi bay trên con rồng, ông ta giật lấy ba cây sáo từ các thầy tu và quăng các thầy tu khỏi lâu đài trên núi. Tuy nhiên, một cây sáo đã tuột và bay đi, và đó chính là cây sáo đã rơi xuống hành tinh của Gnome. Sau đó, ông ta sử dụng con rồng để thiêu hủy các linh hồn tốt mà ông ta tìm thấy trên các hành tinh khác rồi sau đó chiếm đoạt nhãn cầu đen để kị sĩ không thể bị đánh thức.
Cuối cùng, Gnome tìm đến được hành tinh của các thầy tu, lén lút lấy nhãn cầu đen từ người thầy tu độc ác, và sử dụng nó để hồi sinh kị sĩ máy, sau đó tiêu diệt con rồng và có lẽ đã giết cả thầy tu độc ác. Gnome ăn mừng bằng cách chơi nhạc cùng với ba thầy tu còn lại, những người đã thưởng cho Gnome sức mạnh dịch chuyển tức thời tới tất cả các hành tinh và đem nhãn cầu đen về nơi cất giữ. Gnome cuối cùng đã trở về hành tinh của mình để gặp lại chú chó của mình.

## Đón nhận
Samorost 3 nhìn chung đã nhận được những đánh giá tích cực của những nhà phê bình. Nó được đánh giá 80/100 trên Metacritic.
The Washington Post đã gọi Samorost 3 là "Một trò chơi phiêu lưu point-and-click đẹp và kì lạ." Bài đánh giá đã ví Samorost 3 với Loom như một trò chơi "Có một nhân vật chính (Gnome), người truyền phép thuật ra khỏi âm nhạc". Bài đánh giá cũng ca ngợi cả hoạt hình cũng như đồ họa siêu thực. Một lời ca ngợi khác là về hệ thống gợi ý mà có thể giúp cho người chơi khi gặp khó khăn. Bài đánh giá kết thúc với lời gợi ý cho các cha mẹ "Hãy tìm thứ gì đó đẻ chơi với những đứa con nhỏ của mình."
Kill Screen đã gọi Samorost 3 là "Trò chơi phiêu lưu hay nhất của năm". Bài đánh gia đã ca ngợi thiết kế thế giới của trò chơi và đồ họa của nó. Trò chơi cũng được ca ngợi về sự lôi cuốn của trò chơi mà có thể đem lại cho người chơi một cảm giác của sự khám phá.
Kotaku đã cho Samorost 3 vào danh sách những tựa game âm nhạc hay nhất năm 2016.
Samorost 3 đã được đề cử trong 13th annual Global International Mobile Gaming Awards năm 2017.
Samorost 3 được đề cử trong 6 Czech Game of the Year Awards. Nó đã được đề cử trong danh mục Best Game, Best PC/Console Game, Best Audio, Best Game Design, Best Story và Best Visuals. Sự thắng lợi của game được công nhận vào ngày 10 tháng 02 năm 2016. Samorost 3 đã đạt giải trong 3 danh mục - Czech game of the year, Czech game of the year for PC/Consoles và Best audio. Samorost 3 là trò chơi thành công nhất tại Czech Game năm 2016.